# Monique Henderson
Monique Henderson (San Diego, California; 18 de febrero de 1983) es una atleta estadounidense especialista en la prueba de 400 metros lisos, que fue campeona olímpica de relevos 4 x 400 metros en los Juegos de Atenas 2004.
En 1999, con solo 16 años, se proclamó campeona nacional júnior. 
En 2000 consiguió una marca de 50,74 que suponía un récord nacional júnior y de high school. Estos récords aún se mantienen vigentes. Ese año también fue 8.ª en las pruebas de clasificación para los Juegos Olímpicos de Sídney, celebradas en Sacramento.
En 2002 se proclamó campeona del mundo júnior en Kingston, Jamaica, donde venció a su compatriota Sanya Richards.
Fue 5.ª en las pruebas de clasificación para los Juegos Olímpicos de Atenas 2004, celebradas en Sacramento, lo que no le permitió clasificarse para la prueba individual (donde solo van tres atletas por país), pero sí para los relevos 4 x 400 m. 
En Atenas el equipo estadounidense que formaban por este orden DeeDee Trotter, Monique Henderson, Sanya Richards y Monique Hennagan, ganó la medalla de oro con 3:19,01 por delante de Rusia y Jamaica.
En 2005 ganó el título nacional universitario, en su último año de universidad. Más adelante fue 3.ª en los Campeonatos Nacionales absolutos en Carson, Texas, con nuevo récord personal de 49'96.
Ese año participó en los Mundiales de Helsinki, y fue 7.ª en su prueba. Por su parte el equipo de relevos 4 x 400 m fue descalificado en las series y no disputó la final.
Acabó 2005 la 10.ª del ranking mundial.
Estudió en la Universidad de California (UCLA) donde se graduó en 2005. Está entrenada por la exatleta Jeanette Bolden.

## Resultados
- 1999

- Campeona de Estados Unidos en categoría júnior

- 2000

- 8.ª en los Olympic Trials de Sacramento (51.79)

- 2002

- Campeona del Mundo júnior de 400 m (51,10) y relevos 4 x 400 m (3:29,95) en Kingston
- 7.ª en los Campeonatos Nacionales Universitarios

- 2003

- Semifinalista en los Campeonatos Nacionales
- 7.ª en los Campeonatos Nacionales Universitarios

- 2004

- Campeona Olímpica de relevos 4 x 400 m en Atenas (3:19,01)
- 5.ª en los Olympicos Trials de Sacramento (50,75)
- 2.ª en los Campeonatos Nacionales Universitarios

- 2005

- 7.ª en los Campeonatos del Mundo de Helsinki (51,77)
- 3.ª en los Campeonatos Nacionales (49,96)
- Campeona Nacional Universitaria

- 2006

- 3.ª en los Campeonatos Nacionales (50,71)

## Marcas personales
- 200 metros - 22,71 (2004)
- 400 metros - 49,96 (2005)